# Nati nel 1742
| Questa pagina contiene informazioni ricavate automaticamente dalle voci biografiche con l'ausilio del template Bio e di un bot. L'aggiornamento è periodico e automatico e ricostruisce completamente la pagina. Se manca una persona in questa lista, sei pregato di non aggiungerla, ma accertati piuttosto che la sua voce biografica contenga il template Bio e che i dati anagrafici siano correttamente compilati. Se il template Bio manca, inseriscilo tu stesso o, in alternativa, metti l'avviso {{tmp\|Bio}} che ne segnala la mancanza. Se i dati riportati sono sbagliati, correggi direttamente la voce biografica; le modifiche saranno visibili in questa lista entro pochi giorni. Per chiarimenti vedi il progetto biografie. La lista contiene solo le 130 persone che sono citate nell'enciclopedia e per le quali è stato implementato correttamente il template Bio. Pagina aggiornata al 10 ott 2024. |

## Gennaio(11)
- 2 gennaio - Giuseppe Manzoni, presbitero, scrittore e poeta italiano († 1811)
- 3 gennaio - Jean Baptiste Treilhard, magistrato, diplomatico e generale francese († 1810)
- 5 gennaio - Antoine Portal, medico e anatomista francese († 1832)
- 7 gennaio - Christian Garve, filosofo tedesco († 1798)
- 8 gennaio - Philip Astley, cavallerizzo inglese († 1814)
- 8 gennaio - Domenico Muzzi, pittore italiano († 1812)
- 10 gennaio - John Cadwalader, generale e mercante statunitense († 1786)
- 14 gennaio - Louis François Perrin de Précy, generale e nobile francese († 1820)
- 15 gennaio - Beda Mayr, scrittore tedesco († 1794)
- 25 gennaio - Grigorij Semënovič Volkonskij, generale russo († 1824)
- 31 gennaio - Giovanni Castiglione, cardinale e vescovo cattolico italiano († 1815)

## Febbraio(8)
- 3 febbraio - Andrea Di Giovanni y Centellés,  italiano († 1821)
- 5 febbraio - Giovanni Gastone Boccherini, librettista, ballerino e coreografo italiano
- 9 febbraio - Michael Léopold Brigido, arcivescovo cattolico italiano († 1816)
- 17 febbraio - Dositej Obradović, scrittore, filosofo e linguista serbo († 1811)
- 17 febbraio - Charles de La Font de Savine, vescovo cattolico francese († 1814)
- 19 febbraio - Abbondio Rezzonico, nobile italiano († 1810)
- 21 febbraio - Carlo Alberto II di Hohenlohe-Waldenburg-Schillingsfürst, principe tedesco († 1796)
- 28 febbraio - Giovan Battista Corniani, commediografo, saggista e critico letterario italiano († 1813)

## Marzo(4)
- 1º marzo - Orazio Antonio Cappelli, poeta, politico e diplomatico italiano († 1826)
- 9 marzo - Benedetto Solari, vescovo cattolico italiano († 1814)
- 30 marzo - Giuseppe Ceccarini, pittore italiano († 1811)
- 31 marzo - Orazio Della Torre, vescovo cattolico italiano († 1811)

## Aprile(9)
- 3 aprile - Eugène Louis Melchior Patrin, naturalista e mineralogista francese († 1815)
- 4 aprile - Jean-Arnaud Raymond, architetto francese († 1811)
- 8 aprile - Paul Bassenge, gioielliere tedesco († 1812)
- 13 aprile - August Gottlieb Richter, chirurgo e medico tedesco († 1812)
- 14 aprile - Antonio Longo, pittore austriaco († 1820)
- 16 aprile - Giovanni Battista Bagutti, pittore svizzero († 1823)
- 25 aprile - Vincenzo Maria Mossi, arcivescovo cattolico italiano († 1829)
- 26 aprile - Giuseppe Maria Bressa, vescovo cattolico italiano († 1817)
- 28 aprile - Henry Dundas, I visconte Melville, giurista e politico scozzese († 1811)

## Maggio(7)
- 10 maggio - Gaetano Peverada, pittore italiano († 1819)
- 13 maggio - Maria Cristina d'Asburgo-Lorena, duchessa († 1798)
- 14 maggio - Nathan Brownson, medico e politico statunitense († 1796)
- 18 maggio - Joan Cornelis van der Hoop, politico olandese († 1825)
- 18 maggio - John Francis Rigaud, pittore britannico († 1810)
- 18 maggio - Félix de Azara, geografo, naturalista e ingegnere spagnolo († 1821)
- 25 maggio - Jean Sénébier, scrittore e botanico svizzero († 1809)

## Giugno(6)
- 2 giugno - Eugenius Johann Christoph Esper, entomologo tedesco († 1810)
- 8 giugno - Paolo Gerolamo Brusco, pittore italiano († 1820)
- 23 giugno - Andrej Petrovič Šuvalov, politico russo († 1789)
- 26 giugno - Arthur Middleton, politico statunitense († 1787)
- 27 giugno - Clemente Bondi, poeta e traduttore italiano († 1821)
- 27 giugno - José de Iturrigaray, militare spagnolo († 1815)

## Luglio(9)
- 1º luglio - Georg Christoph Lichtenberg, fisico, scrittore e aforista tedesco († 1799)
- 2 luglio - Franz Wenzel von Kaunitz-Rietberg, generale austriaco († 1825)
- 2 luglio - Friedrich von Wurmb, naturalista tedesco († 1781)
- 3 luglio - Giovanni I Nepomuceno di Schwarzenberg, nobile e imprenditore boemo († 1789)
- 5 luglio - Henrik Gerner, ingegnere e militare danese († 1787)
- 14 luglio - Lodovico Ricci, economista, politico e storico italiano († 1799)
- 20 luglio - Armand de Kersaint, ammiraglio e politico francese († 1793)
- 22 luglio - Vincenzo Guarana, pittore italiano († 1815)
- 24 luglio - Giocondo Albertolli, architetto, decoratore e docente svizzero († 1839)

## Agosto(7)
- 3 agosto - Andreas O'Reilly von Ballinlough, generale austriaco († 1832)
- 7 agosto - Nathanael Greene, generale statunitense († 1786)
- 14 agosto - Hugh Percy, II duca di Northumberland, generale britannico († 1817)
- 14 agosto - Papa Pio VII, papa, vescovo cattolico e cardinale italiano († 1823)
- 19 agosto - Jean Dauberval, ballerino e coreografo francese († 1806)
- 27 agosto - Ernesto di Meclemburgo-Strelitz, nobile tedesco († 1814)
- 28 agosto - Francesco Antonio Astore, letterato e filosofo italiano († 1799)

## Settembre(6)
- 7 settembre - Aleksandr Onisimovič Ablesimov, scrittore e librettista russo († 1783)
- 8 settembre - Ozias Humphry, pittore e miniaturista britannico († 1810)
- 25 settembre - François Laurent d'Arlandes, pioniere dell'aviazione francese († 1809)
- 26 settembre - Thomas Jones, pittore britannico († 1803)
- 26 settembre - Carlo Roero di Cortanze, nobile italiano († 1808)
- 26 settembre - James Wilson, giurista e politico statunitense († 1798)

## Ottobre(10)
- 1º ottobre - Olivier Remigius von Wallis auf Carrighmain, generale austriaco († 1799)
- 2 ottobre - Angelo Scarabelli Manfredi Pedocca, politico, ingegnere e militare italiano († 1811)
- 3 ottobre - Anders Jahan Retzius, chimico, botanico e entomologo svedese († 1821)
- 10 ottobre - Mercurio Maria Teresi, arcivescovo cattolico italiano († 1805)
- 11 ottobre - Pierre-Charles Laurent de Villedeuil, politico e nobile francese († 1828)
- 14 ottobre - Catherine Ponsonby, nobildonna inglese († 1789)
- 19 ottobre - Saverio Mattei, letterato, musicista e avvocato italiano († 1795)
- 25 ottobre - Giovanni Bernardo De Rossi, presbitero, orientalista e bibliografo italiano († 1831)
- 25 ottobre - Chiara Isabella Gherzi, monaca cristiana, badessa e mistica italiana († 1800)
- 30 ottobre - William Courtenay, VIII conte di Devon, nobile inglese († 1788)

## Novembre(8)
- 3 novembre - Domenico Forges Davanzati, politico e religioso italiano († 1810)
- 4 novembre - Jakob Friedrich Ehrhart, botanico svizzero († 1795)
- 5 novembre - Richard Cosway, pittore inglese († 1821)
- 16 novembre - Ernst Friedrich von Ockel, teologo lettone († 1816)
- 17 novembre - Giuseppe Butelli, fantino italiano
- 21 novembre - Edmund Boyle, VII conte di Cork, nobile irlandese († 1798)
- 21 novembre - Alessandro Felici, compositore e violinista italiano († 1772)
- 24 novembre - Antonio de Capmany y de Montpalau, filosofo, economista e storico spagnolo († 1813)

## Dicembre(14)
- 3 dicembre - Erasmus Gower, ammiraglio britannico († 1814)
- 6 dicembre - Nicolas Leblanc, chimico e medico francese († 1806)
- 8 dicembre - Jean Mathieu Philibert Sérurier, militare e politico francese († 1819)
- 9 dicembre - Carl Scheele, chimico svedese († 1786)
- 11 dicembre - Hendrik de Cort, pittore fiammingo († 1810)
- 12 dicembre - Anna Seward, scrittrice, poetessa e critica letteraria inglese († 1809)
- 15 dicembre - Francisco Antonio García Carrasco, militare spagnolo († 1813)
- 16 dicembre - Gebhard Leberecht von Blücher, feldmaresciallo prussiano († 1819)
- 17 dicembre - Onorato Caetani, principe italiano († 1797)
- 18 dicembre - Luigi Gaetano Marini, storico, archeologo e giurista italiano († 1815)
- 23 dicembre - Giovanni Domenico Juras, vescovo cattolico dalmata († 1802)
- 25 dicembre - Charlotte von Stein, scrittrice tedesca († 1827)
- 26 dicembre - Giovanni De Gamerra, librettista italiano († 1803)
- 30 dicembre - Giuseppe Pannilini, vescovo cattolico italiano († 1823)

## Senza giorno specificato(31)
- Ignazio IV Sarrouf, vescovo cattolico e patriarca cattolico siriano († 1812)
- Antonio José Amar y Borbón, ufficiale spagnolo († 1826)
- Dorvigny, attore teatrale francese († 1812)
- David Bushnell, inventore statunitense († 1824)
- Vincenzo Cannizzaro, pittore italiano († 1768)
- José Mariano da Conceição Vellozo, botanico brasiliano († 1811)
- Giuseppe Fonseca Chavez, generale italiano († 1808)
- Maria Fortuna, poetessa italiana († 1807)
- Charlotte von Lieven, nobildonna russa († 1828)
- Paolo Guidolini, pittore e decoratore italiano († 1798)
- John Harvie, politico e avvocato statunitense († 1807)
- Christian Cay Lorenz Hirschfeld, artista tedesco († 1792)
- Stefano Giuseppe Incisa, religioso e storico italiano († 1819)
- Joseph Barthélémy Le Bouteux, pittore francese († 1791)
- Pierre Abraham Lorillard, imprenditore francese († 1776)
- William Lynch, militare statunitense († 1820)
- Girolamo Manfrin, imprenditore italiano († 1801)
- Esteban José Martínez Fernández y Martínez de la Sierra, navigatore e esploratore spagnolo († 1798)
- Ruffino Massa, scrittore e giurista italiano († 1829)
- Michał Jerzy Wandalin Mniszech, diplomatico polacco († 1806)
- Antonio de Olaguer y Feliú, militare e politico spagnolo († 1813)
- William Pars, pittore inglese († 1782)
- Antonio Piazza, scrittore, giornalista e drammaturgo italiano († 1825)
- Muḥammad Khān Qājār, sovrano persiano († 1797)
- Maria Luigia Raggi, pittrice italiana († 1813)
- Jean-Baptiste Stouf, scultore francese († 1826)
- Johann Georg Sturm, illustratore tedesco († 1793)
- Anton Ferdinand Titz, violinista e compositore tedesco († 1810)
- Vincenzo Valdrè, artista e architetto italiano († 1814)
- Tommaso de Bassus, politico svizzero († 1815)
- Francesca Korwin-Krasińska, nobildonna polacca († 1796)